# Trigonidium egertonianum
Trigonidium egertonianum là một loài thực vật có hoa trong họ Lan. Loài này được Bateman ex Lindl. miêu tả khoa học đầu tiên năm 1838.